# معبد أشمون
معبد أشمون هو مركز عبادة قديم لإله الشفاء الفينيقي أشمون. يقع هذا المعبد بالقرب من نهر الأولي، على بعد حوالي كيلومترين (1.2 ميل) شمالي شرقي صيدا في الجزء الجنوبي الغربي من لبنان. كان الموقع مشغولاً منذ القرن السابع ق.م. وحتى القرن 8 م، ما يدل أنه كان على علاقة متكاملة مع مدينة صيدا المجاورة. وعلى الرغم من أنه شُيّد في الأصل من قبل ملك صيدا أشمون عازر الثاني في العهد الأخميني (529–333 ق.م.) للاحتفال بثروة المدينة واستعادتها لمكانتها، إلا أن بودعشترت وياتان-ملك والملوك الصيدونيون اللاحقين قاموا بتوسيع مجمع المعبد كثيراً فيما بعد. استمرت عمليات توسع المعبد لقرون عديدة انتقلت خلالها مدينة صيدا وجوارها من الاستقلال إلى الهيمنة الأجنبية ما جعل المعبد يزخر بكنز من الأنماط المعمارية والزخرفية المختلفة.
يتكون حرم المعبد من مستو وفناء كبير محدود بحائط مصطبة ضخم مبني بالحجر الجيري. يدعم هذا الحائط منصة ضخمة كان في وقت من الأوقات يعلوها معبد رخامي ذو طراز إغريقي فارسي مكرس للإله أشمون. يتميز الحرم بوجود سلسلة من أحواض المياه التي تغذيها قنوات تجر المياه من نهر اسكليبيوس (اسمه الحالي نهر الأولي) ومن الينبوع المقدس المعروف حسب النصوص الفينيقية بنبع «إدلل» المقدس.
استخدمت هذه المنشآت المائية لأغراض علاجية وتطهيرية وهي ممارسات تميزت بها عبادة أشمون. أسفرت التنقيبات الأثرية في معبد أشمون بالكشف عن العديد من القطع الأثرية القيمة، وأهم هذه القطع هي تلك المنقوش عليها بكتابات فينيقية توفر معلومات قيمة حول تاريخ الموقع وصيدا القديمة.
حُسِّن معبد أشمون خلال الإمبراطورية الرومانية المبكرة بطريق أعمدة (كولانيد)، لكنه انخفض بعد الزلازل وسقط في غياهب النسيان وفقد معبد أشمون أهميته مع انتشار المسيحية واضمحلال الوثنية، كما استُخدِمت حجارة المعبد الكلسية (الحجر الجيري) الضخمة لبناء منشآت أخرى لاحقة. أعيد اكتشاف موقع المعبد عام 1900م من قبل الباحثين عن الكنوز المحليين الذين أثاروا فضول العلماء الدوليين. قام موريس دوناند، عالم الآثار الفرنسي بتنقيبٍ أثريٍ دقيق عن الموقع بالكامل منذ العام 1963م وحتى بداية الحرب الأهلية اللبنانية عام 1975م. بعد انتهاء الأعمال العدائية وتراجع إسرائيل من جنوب لبنان، اعتُمِد تأهيل الموقع وتسجيله للانضمام في قائمة التراث العالمي.

## أشمون
أشمون هو إله للشفاء وتجديد الحياة عند الفينيقيين، وقد كان أحد أهم آلهة البانثيون؛ كما كان الإله الذكر الرئيسي لمدينة صيدا. كان أشمون في البدء آلهة الطبيعة والحياة النباتية الربيعية، وقد تمت مقارنته ومعادلته مع الإله البابلي تموز. توسَّع دور أشمون ضمن البانثيون الفينيقي فيما بعد واكتسب سمات سماوية وكونية.
نقل الفيلسوف السوري داماسكيوس أسطورة أشمون في القرن 6 م، كما نقلها بطريرك القسطنطينية فوتيوس في القرن 9 م. تقص الأسطورة حكاية أشمون وهو شاب من بيروت ذهب في رحلة صيد إلى الغابة فرأته الإلهة عشتروت وأعجبت بحسنه. استمرت عشتروت بمضايقة أشمون بمساعيها الغرامية إلى أن قام أشمون بخصي نفسه بواسطة فأس فقضى نحبه. أعادت الإلهة الثكلى إحياء أشمون ونقلته إلى السماء وجعلته إلهاً سماوياً.
من المنظور التاريخي، ذُكر أشمون في النصوص المكتوبة للمرة الأولى عام 754 ق.م. وهو تاريخ توقيع معاهدة السلام بين الملك الأشوري آشور نيراري الخامس وماتع-ايلو ملك أرباد السورية (تل رفعت حاليًا)؛ وقد ذكر أشمون في نص المعاهدة بصفة عرّاب وكفيل الإتفاق. تمت معادلة أشمون باسكليبيوس إثر النفوذ والتأثير الإغريقي على الفينيقية. ظهرت أولى دلائل هذه المعادلة كانت عملات نقدية معدنية تم اكتشافها في عمريت وعكا تعود للقرن الثالث ق.م. يتمثل هذا الواقع أيضاً في الهلينية (الإغريقية) لنهر الأولي الذي سُمّي اسكليبيوس فلوفيوس (باللاتينية: Asclepius Fluvius) وباسم البساتين المحيطة بمعبد أشمون والتي عرفت ببساتين اسكليبيوس.

## التاريخ

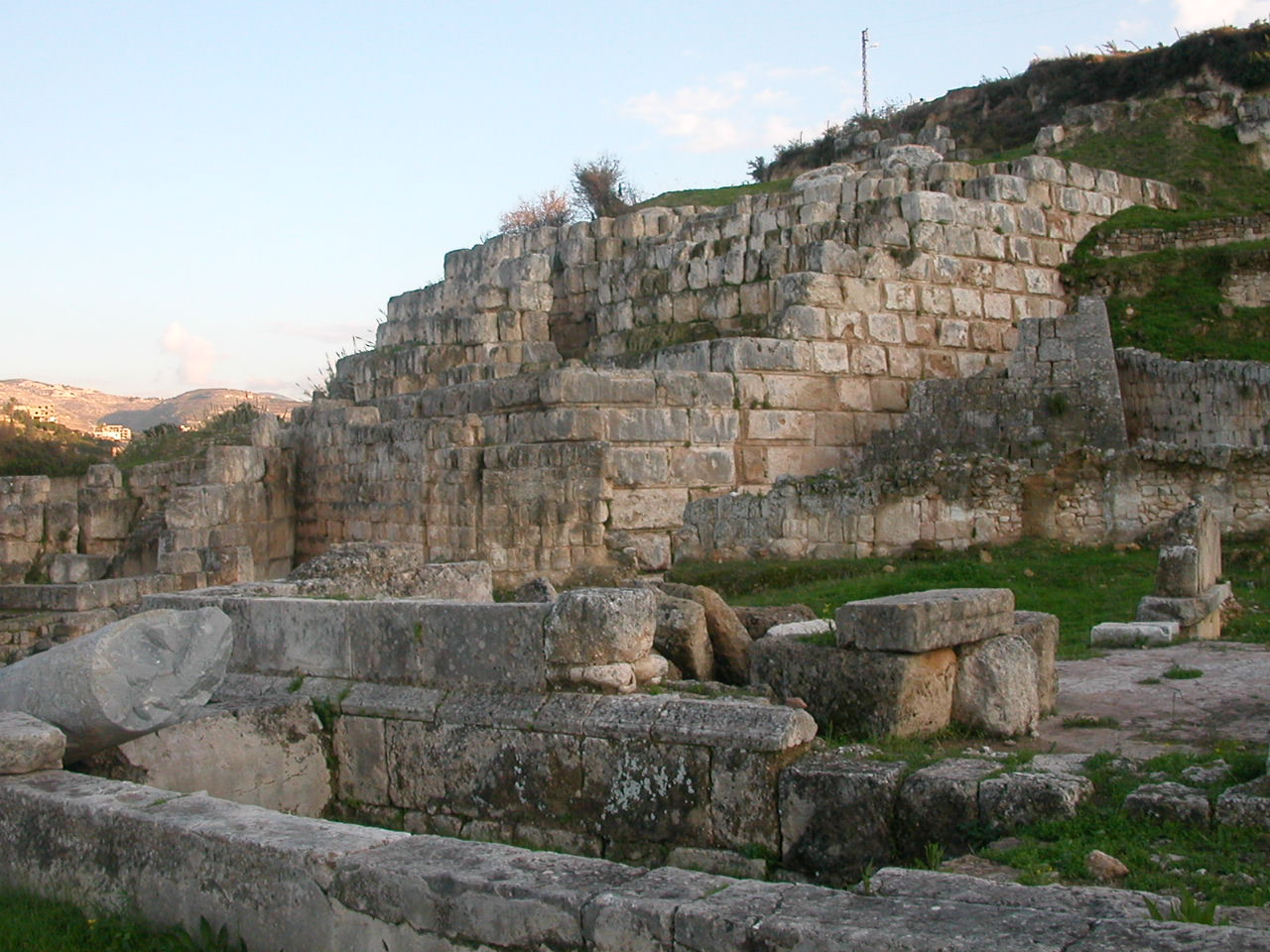
حائط جزؤه السفلي مبني من كتل من الحجز الكلسي يعلوه حائط آخر مبني من حجر مربع كبير جداً. توجد منصة الحجر المربع في معبد أشمون في منطقة بستان الشيخ بالقرب من صيدا.

### خلفية تاريخية
في القرن التاسع قبل الميلاد، احتل الملك الآشوري آشور ناصربال الثاني منطقة جبل لبنان ومحيطها حتى المدن الساحلية التابعة لها. فرض الحاكم الجديد الجزية على صيدا وعلى المدن الفينيقية الأخرى. حفزت هذه الضرائب الجديدة سكان صيدا على البحث عن وسائل جديدة للحياة ودفعتهم نحو الهجرة الفينيقية وانتشارها والتي بلغت ذروتها في القرن الثامن قبل الميلاد.
عندما توفي الملك الآشوري سرجون الثاني عام 705 ق.م، تحالف الملك الصيدوني لولي (إليلايوس) ‏ مع مصر القديمة ومملكة يهوذا في تمرد فاشل ضد الحكم الآشوري. لكن بوصول الجيش الآشوري بقيادة سنحاريب وابن سرجون الثاني وخليفته، اضطر الملك لولي إلى الفرار إلى كتيون (لارنكا حاليًا في قبرص). وقد قام سنحاريب بتنصيب إيتوبعل ملكاً على عرش صيدا وأعاد فرض الجزية السنوية على أهلها.
عندما اعتلى عبدي ميلكوتي عرش صيدا عام 680 ق.م.، تمرّد أيضاً على الآشوريين. ففرض الملك الآشوري آسرحدون حصاراً على المدينة رداً على التمرد. فقُبِض على عبدي ميلكوتي وقطع رأسه عام 677 ق.م بعد حصار دام 3 سنوات، في حين دُمّرت مدينته وغُيّر اسمها إلى كار-آشور-أخي-ايدينا(ميناء أسرحدون). جُرّدت صيدا من أراضيها التي منحت لبعل الأول، ملك صور المنافس والحليف الموالي لأسرحدون. وقّع بعل الأول وآسرحدون معاهدة عام 675 ق.م. تميز فيها اسم أشمون كأحد الآلهة الضامنة للعهد.

### البناء

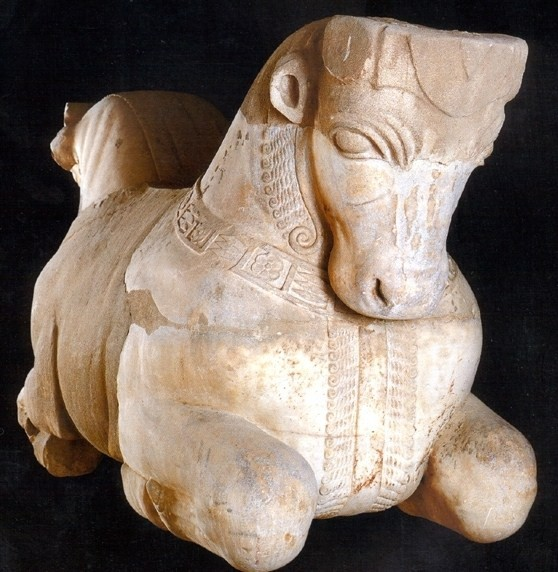
رأس ثور من معبد أشمون.

عادت صيدا إلى عصر الازدهار السابق في حين كانت مدينة صور محاصرة لمدة 13 عاماً (من 586-573 ق.م.) من قِبل الملك الكلدي بختنصر. على الرغم من ذلك، كان الملك الصيدوني لا يزال محتجزاً في المنفى في بابل. استعادت صيدا مكانتها السابقة كإحدى أهم المدن الفينيقية في أخمينيون (529-333 ق.م.) في تلك الأثناء، كافأ خشايارشا الأول الملك أشمون عازر الثاني بسهل شارون، وكان هدفه إشغال أسطول صيدا في خدمته أثناء الحروب الميدية.
برزت ثروة أشمونازار الثاني الجديدة من خلال بناء العديد من المعابد لآلهة الصيدونيين. وجدت نقوش التي عثر عليها على التابوت الخاص بالملك (ناووس) أظهرت أنه ووالدته «أمشتاريت» قد بنيا معابد لآلهة صيدا، بما في ذلك معبد أشمون بالقرب من نبع «إدلل».
تشير مجموعتان من النقوش التي وجدت على أساسات المنصة الضخمة إلى أن بناء منصة الحرم لم يتم حتى عهد الملك بود عشترت. تحمل المجموعة الأولى اسم بود عشترت وحده، في حين تتضمن المجموعة الثانية اسمه واسم ولي العهد الأمير ياتان-مِلك. ثمة نقوش فينيقية تقع على بعد 3 كم (1.9 ميل) من المعبد، يعود تاريخها إلى السنة الرابعة عشرة من حكم بود عشترت، تشير إلى عملية تجميع المياه من نهر الأولي إلى نبع «إدلل» الذي كان يستخدم في طقوس الطهارة في المعبد.

### فترة تراجع العصر الروماني
تعرَّض حرم معبد أشمون إلى زلزال في القرن الرابع ق.م.، وكانت تلك أول ضربة يتعرَّض لها المعبد. تسبب ذلك بتهدّم الهيكل الرخامي الذي يتوّج المنصة. ولم يُعاد بناء الهيكل بعد ذلك، لكن أعيد جمع العديد من المصليات والمعابد في وقت لاحق إلى قاعدة المنصة.
بقي المعبد مكاناً للحج في العصور القديمة الكلاسيكية في أوائل الإمبراطورية الرومانية وحتى ظهور المسيحية، حيث حُظرت عبادة أشمون أثناء اضطهاد الوثنيين في الإمبراطورية الرومانية المتأخرة وبُنِيت كنيسة مسيحية في موقع المعبد قاطعًا الطرق الرومانية من المنصة. هذا ولا تزال بقايا الأرضيات الفسيفسائية للكنيسة البيزنطية موجودة في الموقع حتى الآن.
بُنِيت أعمدة رومانية في القرن 3 م، على الأرجح من قبل الإمبراطور سيبتيموس سيفيروس، وأظهرت فيلا رومانية فترة من الأهمية النسبية المتجددة للمدينة خلال الفترة الأخيرة من فينيقيا تحت الحكم الروماني. علاوة على ذلك، أضاف الرومان داخل موقع المعبد الفينيقي الأصلي الدرج، وأحواض الوضوء، ونيمفيوم مع الفسيفساء المصورة والتي لا تزال سليمة إلى حد كبير. التماثيل البالية لثلاثة حوريات الواقفات في محراب النافورة الرومانية.
ضرب زلزال آخر منطقة صيدا حوالي عام 570 م؛ وقد وصف أنطونيوس البيزنطي (وهو حاجّ مسيحي إيطالي) المدينة آنذاك بأن بعض أجزائها كانت في حالة دمار. وبعد سنوات من اختفاء عبادة أشمون، استُخدم حرم المعبد كمِحجَر. ويشار هنا إلى أن الأمير فخر الدين الثاني استخدم كتلاً ضخمة من حجارة المعبد لبناء جسر فوق نهر الأولي في القرن 17م.
ثم سقط الموقع بعد ذلك في غياهب النسيان.

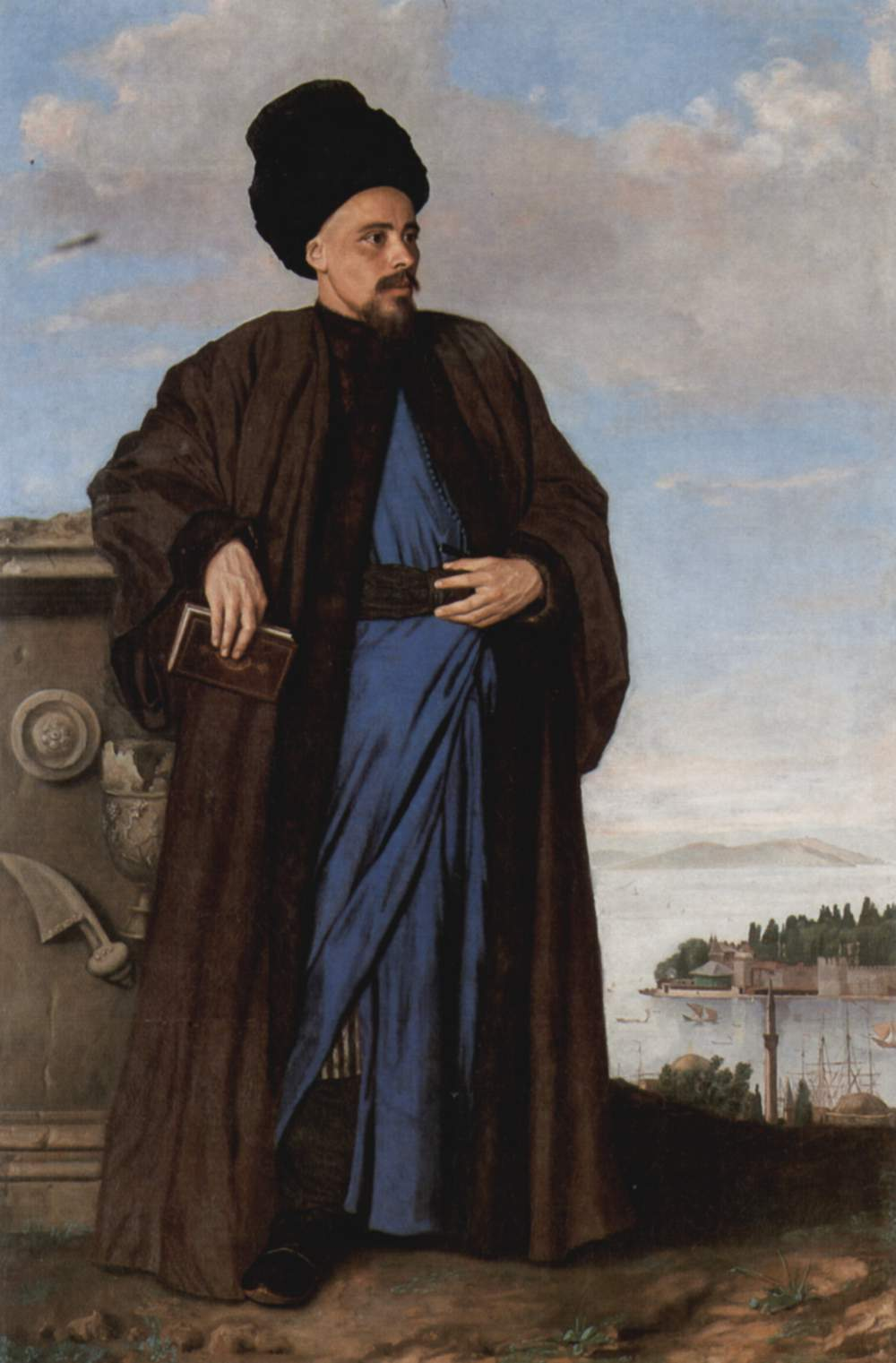
ريتشارد بوكوك بالزي الشرقي، من عمل جان إتيان ليوتارد، 1738.

### اكتشاف الموقع في العصر الحديث

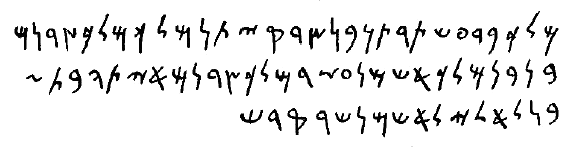
الكتابة الفينيقية من اليمين إلى اليسار.

قام ريتشارد بوكوك، عالم إنجليزي في علم الإنسان بجولة في منطقة الشرق الأوسط ما بين عامي 1737م و 1742م، وكتب عما كان يعتقد أنه أطلال أسوار دفاعية مبنية من كتل حجرية بارتفاع 3.7 متر (12 قدمًا) بالقرب من نهر الأولي. عندما زار المستشرق الفرنسي إرنست رينان المنطقة عام 1860م، لاحظ أن دعامات جسر نهر الأولي قد بنيت من كتل أخذت من هيكل بناء سابق. كما أشار في تقريره «بعثة فينيقيا (1865-1874)» إلى أن صائدي الكنوز المحليين أخبروه عن وجود صرح ضخم بالقرب من جسر نهر الأولي.
في عام 1900، وأثناء حفرهم في موقع معبد أشمون، اكتشف الباحثون عن الكنوز الدفينة بشكل عشوائي النقوش المنحوتة على جدران المعبد. أثار هذا الاكتشاف اهتمام ثيودور ماكريدي، القيّم على متحف اسطنبول الأثري، الذي قام بإجراء مسح للمعبد ما بين عامي 1901م و 1903م. كما قام فيلهلم فون لاندو بالتنقيب في الموقع ما بين عامي 1903م و1904م. في عام 1920م، ترأس غاستون كونتينو فريقاً من علماء الآثار الذين قاموا بمسح مجمع المعبد. أجريت أولى الحفريات الأثرية الواسعة للكشف عن بقايا معبد أشمون من قبل موريس دوناند ما بين عامي 1963م و1975م. أظهرت الدلائل الأثرية إلى أن المعبد كان عامراً منذ القرن السابع ق.م وحتى القرن8 م.

### ما بعد عام 1975
أثناء الحرب الأهلية اللبنانية والاحتلال الإسرائيلي لجنوب لبنان (1982م-2000م)، كان موقع المعبد مُهملاً، وقد اختفى تحت غطاء نباتي جرّاء النمو المفرط للغابة في المنطقة.
أعيد المعبد لحالته السابقة بعد الانسحاب الإسرائيلي من جنوب لبنان. واليوم يمكنك زيارة المعبد على مدار العام مجاناً، ويمكن الوصول إليه من الطريق المتفرع من طريق جنوب لبنان السريع بالقرب من مدخل مدينة صيدا الشمالي. يتمتع الموقع بأهمية أثرية خاصة، ذلك أنه أفضل المواقع الفينيقية المحفوظة في لبنان. أضيف الموقع إلى قائمة اليونسكو الأولية لمواقع التراث العالمي عن الفئة الثقافية في 1 يوليو 1996م.
في الأدب، جاء ذكر معبد أشمون في رواية نبيل صالح لعنة حزقيال التي نُشرت عام 2009م، باعتبار المعبد المكان الذي وقع فيه بوملقار الفينيقي في حب الأميرة شيبوليه وأنقذها من شر أحد كهنة المعبد.

## الموقع

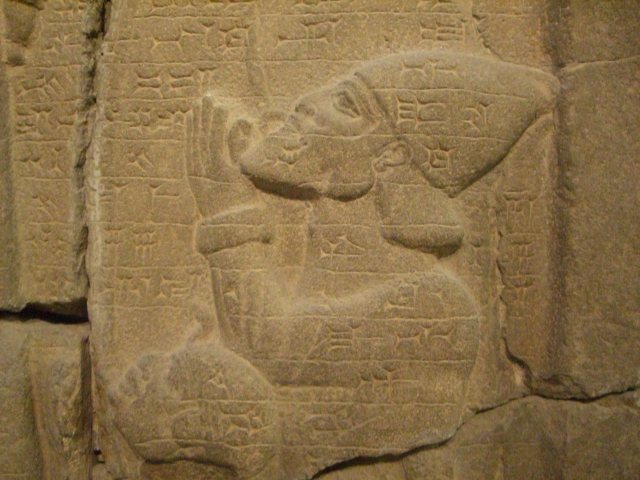
شاهدة شخصيات مسمارية لأسارهادون

تشير العديد من النصوص القديمة إلى معبد أشمون وموقعه. تُخلِّد النقوش الأبجدية الفينيقية على ناووس (تابوت) أشمون عازر الثاني -أحد ملوك صيدا-، ذكرى بناء بيت للأمير المقدس أشمون من قبل الملك ووالدته الملكة عماشتارت عند نبع إدلل.
حدّد الكاتب الرحالة اليوناني ديونيسيوس بيريجيتيس معبد أشمون بأنه على ضفاف نهر الأولي الذي كان يعرف حينذاك باسم نهر بوسترينوس، كما أشار أنطونين دي بلايسنس؛ وهو حاج إيطالي مختص بالمواقع المقدسة المسيحية من القرن 6 م في سجلاته على أن الضريح بالقرب من نهر أسكليبيوس فلوفيوس، يذكر سترابو كما تذكر مصادر صيدونية أخرى حرم المعبد والغابات المقدسة المحيطة بأسكليبيوس؛ وهو اسم أشمون باليونانية في النصوص المكتوبة.
يقع معبد أشمون على بعد حوالي 40 كم (25 ميلًا) جنوب بيروت، و2 كم (1.2 ميلًا) شمال شرق صيدا، تحديداً على ضفة نهر الأولي الجنوبية حاليًا (الذي كان يشار إليه قديماً كما ورد في النصوص القديمة باسم نهر أسكليبيوس أو نهر بوسترينوس). تشغل بساتين الحمضيات المعروفة حاليًا باسم بستان الشيخ موقع الغابات المقدسة القديمة بأسكليبيوس وهي موقع يفضله السكان المحليين للتنزه صيفاً.

## العمارة والوصف

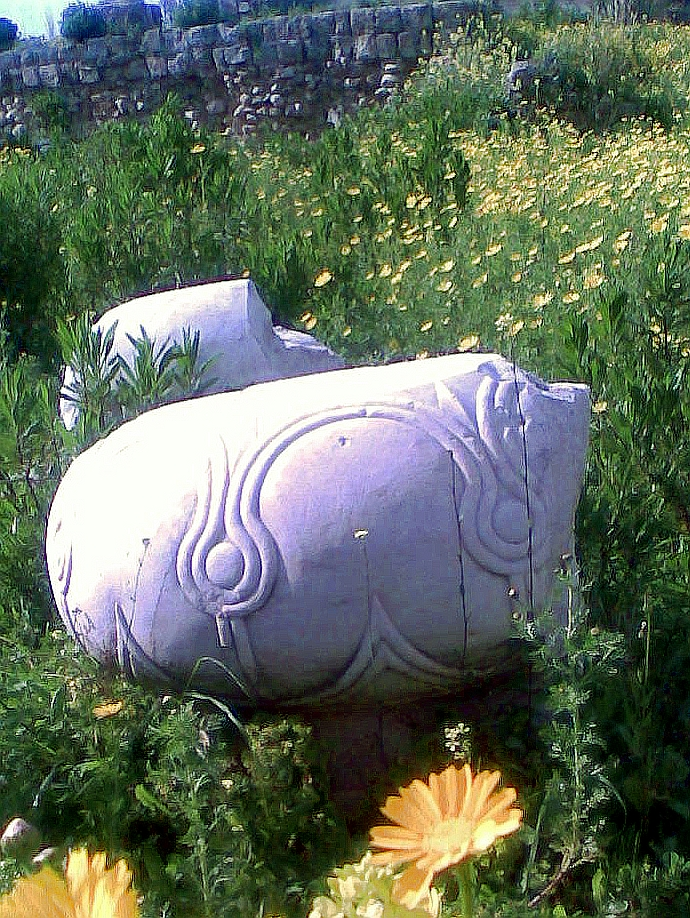
قاعدتا عمودين محطمتين من الرخام الأبيض تشبهان الدواليب، موجودتان في حقل من الزهور الصفراء. تبدو الزخارف الأسطوانية محفورة بدقة على القاعدة الأمامية

### الفترة البابلية والفارسية
بنيت تحت الحكم البابلي (605-359 ق.م)، وأقدم نُصب في الموقع وهو بناء هرمي يشبه الزقورات التي تشمل منحدر للوصول إلى منبع المياه. شظايا من قواعد الأعمدة الرخامية مع قوالب طارة صخرية والأعمدة متعددة الأوجه التي تقع إلى الشرق من المنصة تُنسب أيضًا إلى العصر البابلي. تم تركيب الهيكل الهرمي خلال الحكم الفارسي بواسطة منصة بناء مبنية من كتل من الحجر الجيري مربعة الشكل يبلغ سمكها 3 متر (9.8 قدم) × وعرضها 1 متر (3.3 قدم)، وضعت بارتفاع 1-متر (3.3 قدم). ترتفع المنصة حوالي 22 متر (72 قدم) وويقع على سفح تل يبلغ طوله 50 متر (160 قدم). ويتميز بواجهة واسعة بعرض يبلغ 70-متر (230 قدم)، كان التراس الموجود أعلى المنصة مغطى في السابق بمعبد رخامي على الطراز اليوناني الفارسي ربما بناه الحرفيون الأيونيون حوالي 500 ق. م. تم تحويل المعبد الرخامي إلى شظايا قليلة من الأجزاء الحجرية المتبقية؛ بسبب سرقة الحجر على مر القرون.

### الفترة الهلنستية

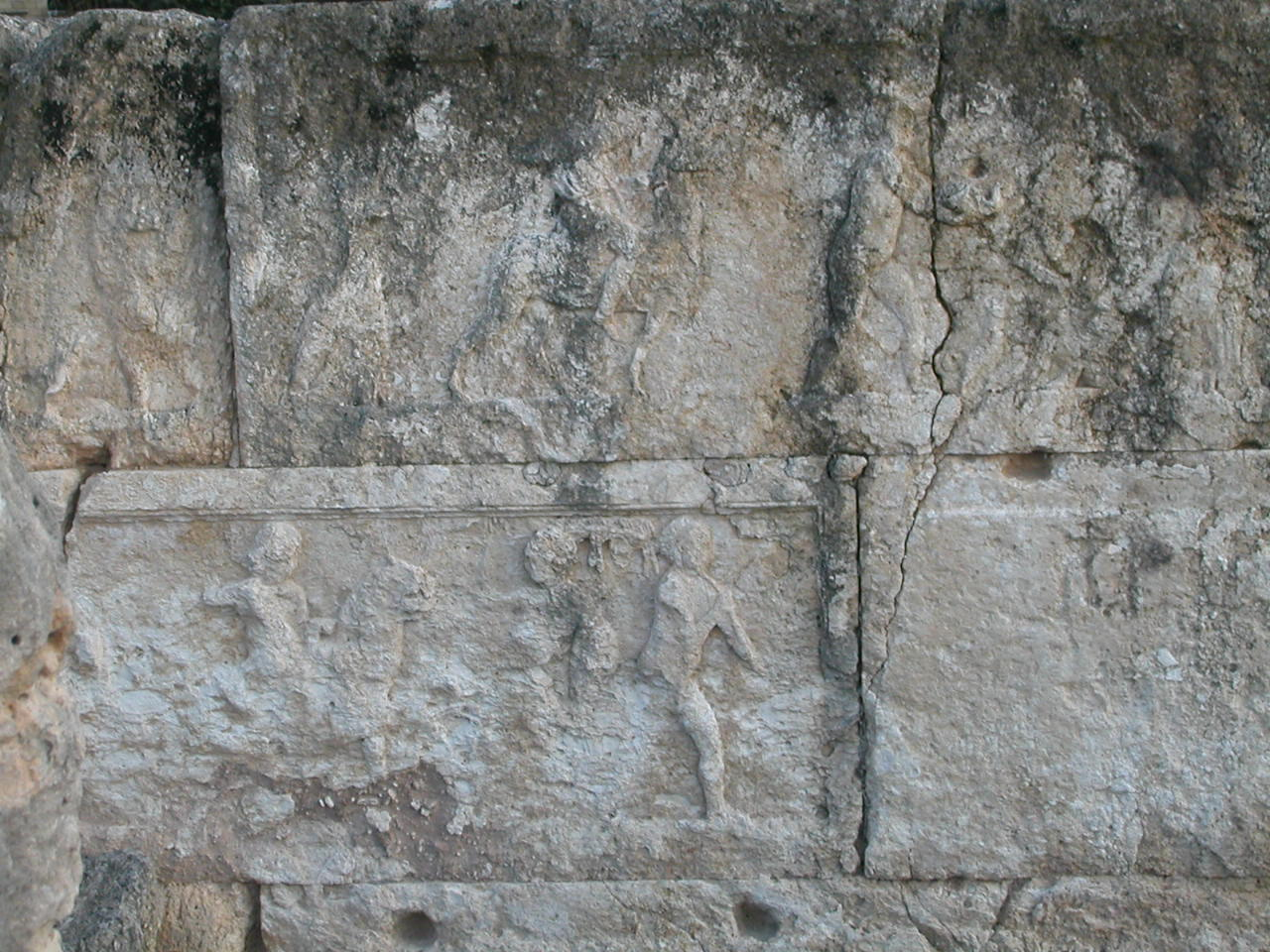
بعض النقوش الهلنستية المحفوظة في الموقع الأثري.

خلال الحقبة الهيلينستية، امتد الحرم من قاعدة المنصة إلى كامل الوادي. توجد عند القاعدة الشرقية من المنصة كنيسة كبيرة بحجم 10.5 في 11.5 مترًا، ويعود تاريخها إلى القرن الرابع ق.م. زُينت الكنيسة مزينة ببركة معبدة وعرش حجري كبير منحوت من قطعة واحدة من الجرانيت على الطراز المصري. يحيط به تمثالان لأبو الهول وتحيط بهما منحوتتان لأسدين مجنّحين تقعان على مكعب حجري زُيّن حده العلوي بإفريز على النمط المصري وهو العرش المكرس للإلهة الفينيقية عشتروت. جدار الكنيسة الصغيرة مُزين بمنحوتات لمشاهد الصيد. كما توجد قاعة مرصوفة بالفسيفساء على مقربة من المكان، يقوم على حراستها أسدان مجنّحان آخران كُسر رأساهما، وقد أضيفت إلى المجمع عام 335 م. فقد حوض عشتروت أهميته التي كان يتمتع بها في السابق خلال القرن الثاني الميلادي وامتلأ بالتراب وشظايا. تضم القاعدة الغربية للمنصة كنيسة أخرى تعود للقرن الرابع ق.م. تتمحور حول تاج العمود مع تمثال نصفي لثور والتي لا زالت محفوظة الآن في المتحف الوطني في بيروت.
إلى الشمال الشرقي من الموقع الرئيسي هناك معبد آخر من القرن الثالث ق.م، بالقرب من كنيسة عشتروت. تم بناء واجهته، التي يبلغ طولها 22 مترًا (72 قدمًا)، بكتل كبيرة من الحجر الجيري وتُظهر زخرفة في سجلتين توضحان القديسين وصخب مخمور على شرف ديونيسوس، إله النبيذ اليوناني. من بين النقوش البارزة على المعبد، يظهر أحدهم رجلاً يحاول الاستيلاء على ديك كبير، وهو الحيوان الأكثر شيوعًا بالتضحيات تكريما لـ أشمون-أسكليبيوس.

### الفترة الرومانية

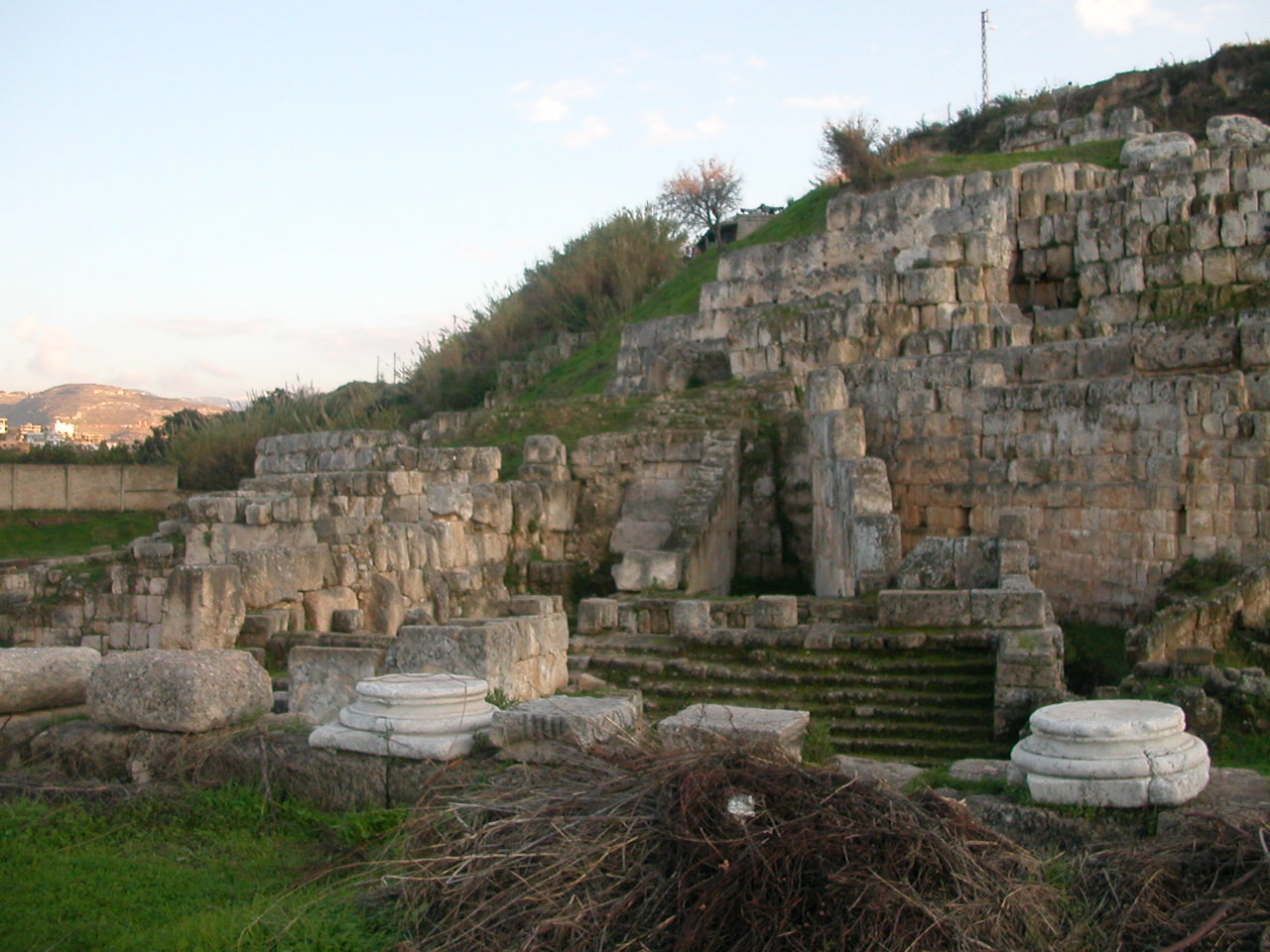
بقايا العصر الروماني في الحرم.

يعود تاريخ بقايا الآثار إلى العصور الرومانية وتشمل طريقًا يحتوي على أعمدة تم تركيب المحال التجارية بينها. من بين الأعمدة الرخامية الكبيرة المتاخمة للطريق، لم يتبق سوى عدد قليل من الشظايا والقواعد. بنى الرومان أيضًا درجًا ضخمًا مزينًا بأنماط من الفسيفساء تؤدي إلى قمة المنصة. على يمين الطريق الروماني -بالقرب من مدخل الموقع الرئيسي- هناك حورية مع منافذ وضعت فيها تماثيل الحوريات (النمفيوم). يغطي أرضية النمفيوم بالفسيفساء التي تمثل الميناد (بالإنجليزية: Maenad)‏. من خلال الطريق الذي يحتوي على أعمدة، توجد أنقاض فيلا رومانية، لم يبق سوى فناء الفيلا مع بقايا فسيفساء تصور الفصول الأربعة. على يمين الدرج الروماني الموازي هناك مذبح مكعب، وكذلك من البناء الروماني. تشمل هياكل أخرى من العصر الروماني عمودين من رواق كبير يؤدي إلى حمامات السباحة وغيرها من مرافق العبادة.

### توجيه المياه
يحتوي مجمع معبد أشمون على نظام هيدروليكي متقن، وقناة مياه معقدة يوجه المياه من نبع إدلل والذي يتكون من نظام معقد من القنوات، وسلسلة من صهاريج الاحتفاظ بالمياه، وأحواض الوضوء المقدسة وحمامات معبدة. يوضح هذا النظام أهمية الوضوء في الطقوس العلاجية الفينيقية.

### منبر أشمون

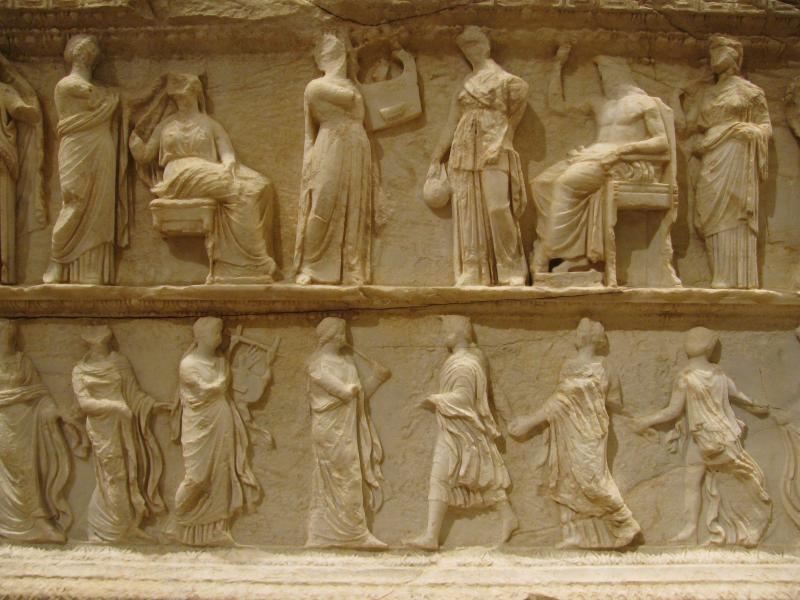
نقوش على مذبح المعبد، يسمى "منبر أشمون"، مع تمثيل لآلهة الأساطير اليونانية.

يُعرف مذبح أشمون عمومًا باسم منبر أشمون نظرًا لشكله، وهو عبارة عن مبنى من الرخام الأبيض يعود إلى القرن الرابع ق.م. يبلغ طوله 2.15 متر (7.1 قدم) وعرضه 2.26 متر (7.4 قدم) وارتفاعه 2.17 متر (7.1 قدم). اكتشفه موريس دوناند في عام 1963م، وهو يقف على وزرة من الحجر الجيري محاط بكتل من الرخام وترتكز إلى جدار استنادي (جدار الاحتفاظ بالمياه المحيطة). تم تزيين المذبح بالنقوش البارزة على الطريقة الهلنستية ومؤطرة بواسطة قوالب زخرفية، واحدة منها تقسم المذبح إلى سجلين مختلفين ولكن متماثلين، مع تمثيل شخصيات من الأساطير اليونانية.
يصور السجل العلوي 18 من الآلهة يونانية، بما في ذلك اثنين من العربات التي تحيط بالإله اليوناني أبولو، والذي يصور وهو يلعب على آلة موسيقية (نوع من القيثارة). يمثل السجل السفلي ديونيسوس، الذي يقود فرقة وفي رقصة على موسيقى المزمار والقيثارة وغيرها من الآلات. يتم عرض المنبر في المتحف الوطني في بيروت.

## وظيفة المعبد
تمتعت عبادة الإله أشمون بأهمية خاصة في صيدا، ذلك أنه كان أهم الآلهة في الفترة التي امتدت تقريبًا بعد عام 500 ق.م. وبصرف النظر عن وجود المعبد خارج أسوار المدينة في بستان الشيخ تحديداً، إلا أنه كان ثمة معبد آخر لأشمون داخل المدينة. ارتبط المعبد الخارجي بالطهارة والشفاء، إذ كانت تجرى طقوس الوضوء في أحواض الحرم المقدس التي كانت تزوّد بالمياه الجارية من نهر أسكليبيوس ونبع إدلل الذي كان يعتبر ذو طابع مقدس ويمتاز بالقدرة على الشفاء. تم الجمع بين خصائص الشفاء التي تمتع بها الإله أشمون وقوى التخصيب التي تمتعت بها قرينته الإلهية عشتروت. كان لعشتروت معبداً ملحق به حوض مقدس داخل حرم معبد أشمون. توافد الحجاج من كافة أنحاء العالم القديم إلى معبد أشمون، وتركوا آثار النذور علامة على إخلاصهم ودليلًا على شفائهم. ثمة دليل يعود للقرن الثالث ق.م على أنه كانت هناك محاولات لإضفاء الصبغة اليونانية على عبادة أشمون، ومحاولة ربطه مع نظيره اليوناني أسكليبيوس، لكن أُبقي على وظيفة حرم المعبد العلاجية.

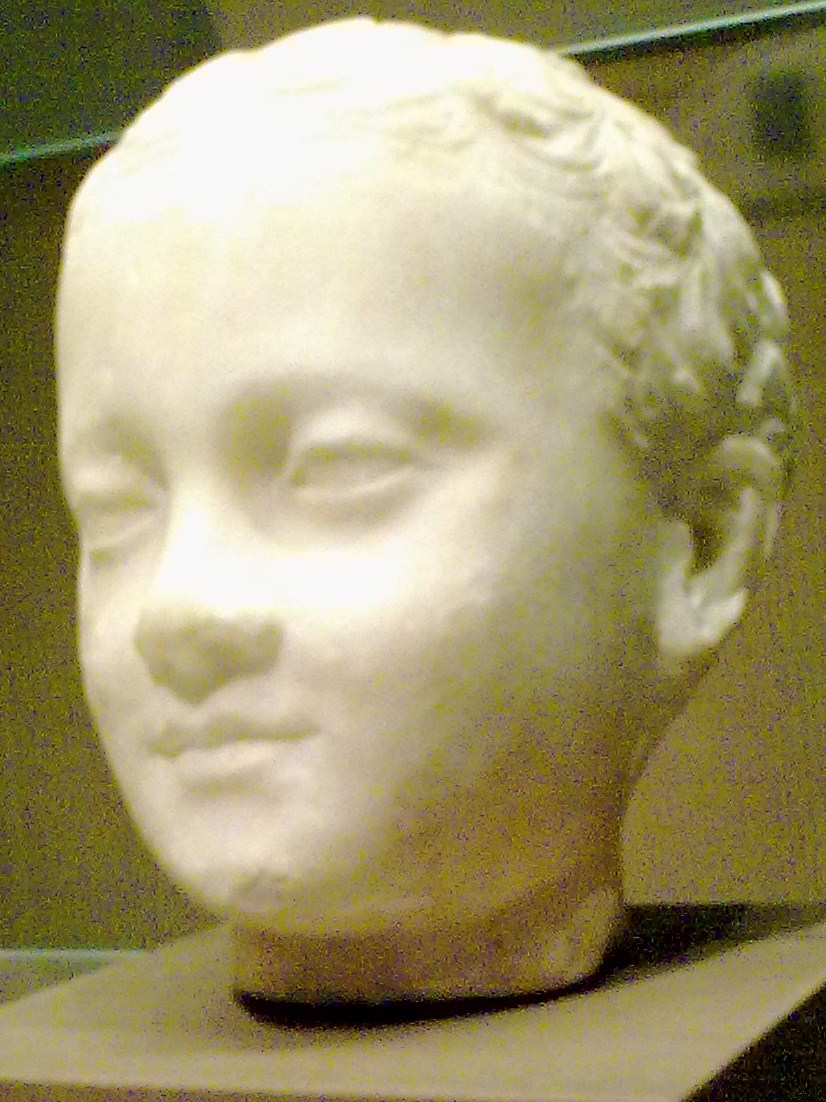
رأس رخامي مزخرف لطفل عثر عليه في موقع معبد إشمون؛ مجموعة متحف بيروت الوطني، بداية القرن الرابع ق.م.

## القطع والاكتشافات الأثرية
بصرف النظر عن العناصر الزخرفية الكبيرة، والأفاريز المنقوشة والفسيفساء التي تركت في الموقع، تم استرداد العديد من القطع الأثرية ونقلها من معبد أشمون إلى متحف بيروت الوطني، أو متحف اللوفر أو في حوزة المديرية العامة للآثار في لبنان. بعض هذه الاكتشافات الأصغر تشمل مجموعة من الشقفة المنقوشة المكتشفة من قبل دوناند والتي تقدم أمثلة نادرة من الكتابة الفينيقية المخطوطة في البر الرئيسي الفينيقي. يحمل أحد الشقفات(قطعة من السيراميك) المسترجعة الاسم الفينيقي «grtnt» مما يشير إلى أن تبجيل آلهة القمر تانيت في صيدا.
كما عُثِر على سلسلة من التماثيل النذرية بالحجم الطبيعي المجزأة التي تصور الأطفال الصغار يرقدون على جانبهم مع حيوان أليف أو جسم صغير في موقع المعبد؛ ومن بين أشهر هذه المنحوتات تمثال لطفل ملكي يحمل حمامة بيده اليمنى وحلق رأسه وجذعته عاريًا وجسمه السفلي ملفوفين بقطعة قماش كبيرة. تم كتابة قاعدة التمثال بتفانٍ من قبل بلشيلم- نجل ملك صيداوني- إلى أشمون، يوضح أهمية الموقع لملكية صيدا. يبدو أن هذه التماثيل النذرية قد حُطِّمت عن عمد بعد تكريسها لأشمون، ثم ألقيت احتفالًا في القناة المقدسة، وربما كانت تحاكي تضحية الطفل المريض. وتمثل كل هذه المنحوتات الأولاد. عُثِر على تمثال نصفي من الحجر الجيري في الموقع يبلغ طوله 31.5 × 27 سم لكوروس (بالإنجليزية: Kouros)‏ التي يعود تاريخه إلى القرن السادس ق.م، ولكن على عكس كوروي (مفرد كوروس) (بالإنجليزية: kouroi)‏ اليونانية القديمة فإن هذا التمثال ليس عاريًا.
ومن بين أبرز الاكتشافات لوحة ذهبية تُظهر ثعبانًا ملفوفًا على قصب، وهو رمز هيليني لأشمون. ومذبح من الجرانيت يحمل اسم الفرعون المصري هاكور(بالإنجليزية: Achoris)‏. هذه الهدية دليل على العلاقات الطيبة بين فرعون وملوك صيدا.
كانت سمعة الحرم بعيدة المدى. ترك الحجاج القبارصة من بافوس آثارًا وعلامات إخلاصهم لعشتروت على لوح من الرخام منقوش عليها باللغتين اليونانية والقبرصية في ضريح عشتروت، هذه الشاهدة هي الآن في عهدة المديرية العامة للآثار في لبنان.

## حالات النهب
قام الباحثون عن الكنوز القديمة بالبحث في محيط معبد أشمون منذ عصورقديمة؛ وقد وجدت حوالي 1900 قطعة أثرية تحمل نقوشًا فينيقية التي عثر عليها في المعبد طريقها إلى متاجر التحف والآثار في بيروت، وقد أثار ذلك اهتمام سلطات الدولة العثمانية فقاموا بإجراء سلسلة من حفريات التنقيب على الآثار.
أثناء الحرب الأهلية، وبناءً على طلب من السيد موريس شهاب، المدير العام للآثار في لبنان، قام موريس دوناند بنقل أكثر من 2000 قطعة من صيدا إلى غرفة تحت الأرض في قلعة جبيل (قلعة بيبلوس الصليبية)، التي تبعد 30 كيلومترًا (19 ميلاً) شمال بيروت. في عام 1981م، نُهب المستودع وسرقت منه حوالي 600 من القطع الأثرية والمنحوتات والعناصر المعمارية، وتم تهريبها إلى خارج لبنان. في مؤتمر عقد في بيروت في كانون الأول (ديسمبر) 2009م، أكد السيد رولف ستاكي -المدير السابق لمعهد علم الآثار الكلاسيكية في بازل- على نجاح عملية تحديد واستعادة ثمانية تماثيل من الآثار المنهوبة وأعيدت إلى المتحف الوطني اللبناني.

## معرض الصور

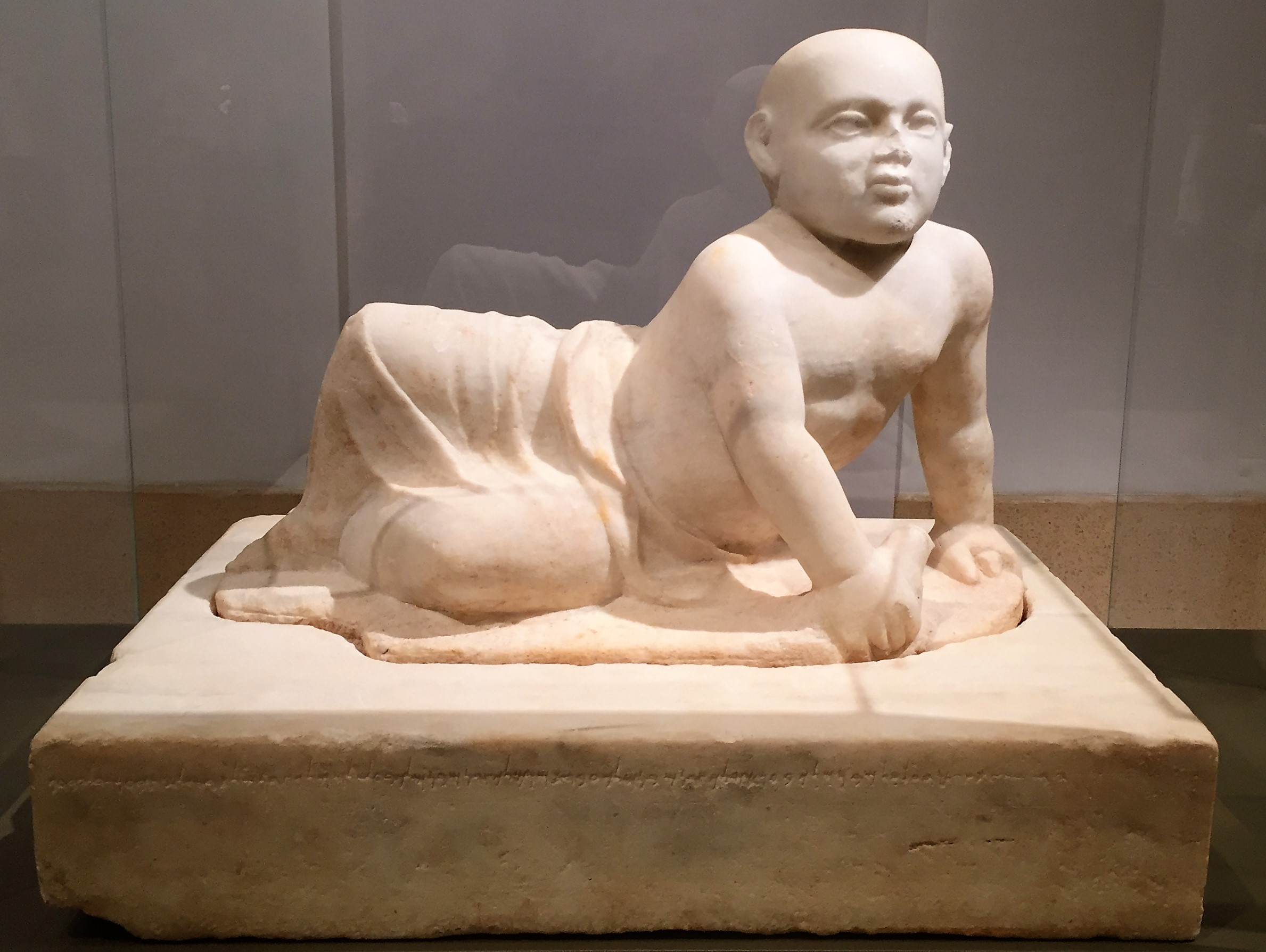
فتى معبد بعلشلم تمثال من الرخام لطفل من العائلة المالكة، متمدد على جنبه الأيسر. والطفل حليق الرأس، يدعم الطفل جذعه بيده اليسرى والتي يحمل بها شيئاً غير معروف، كما أنه يحمل طائراً صغيراً بيده اليمنى. التمثال موضوع على قاعدة ثقيلة منقوش على الجزء العلوي منها حروف بالكاد تكون مرئية بطريقة عمودية. يعوج التمثال لعام 400 ق. م.
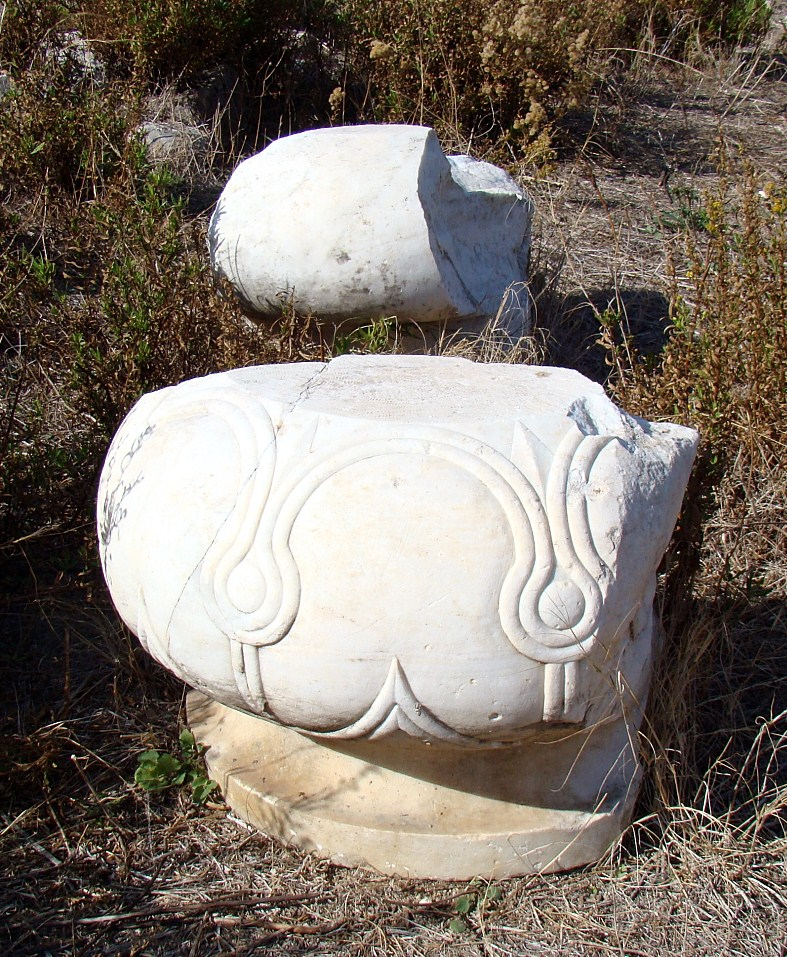
أحد بقايا الأعمدة عند معبد أشمون
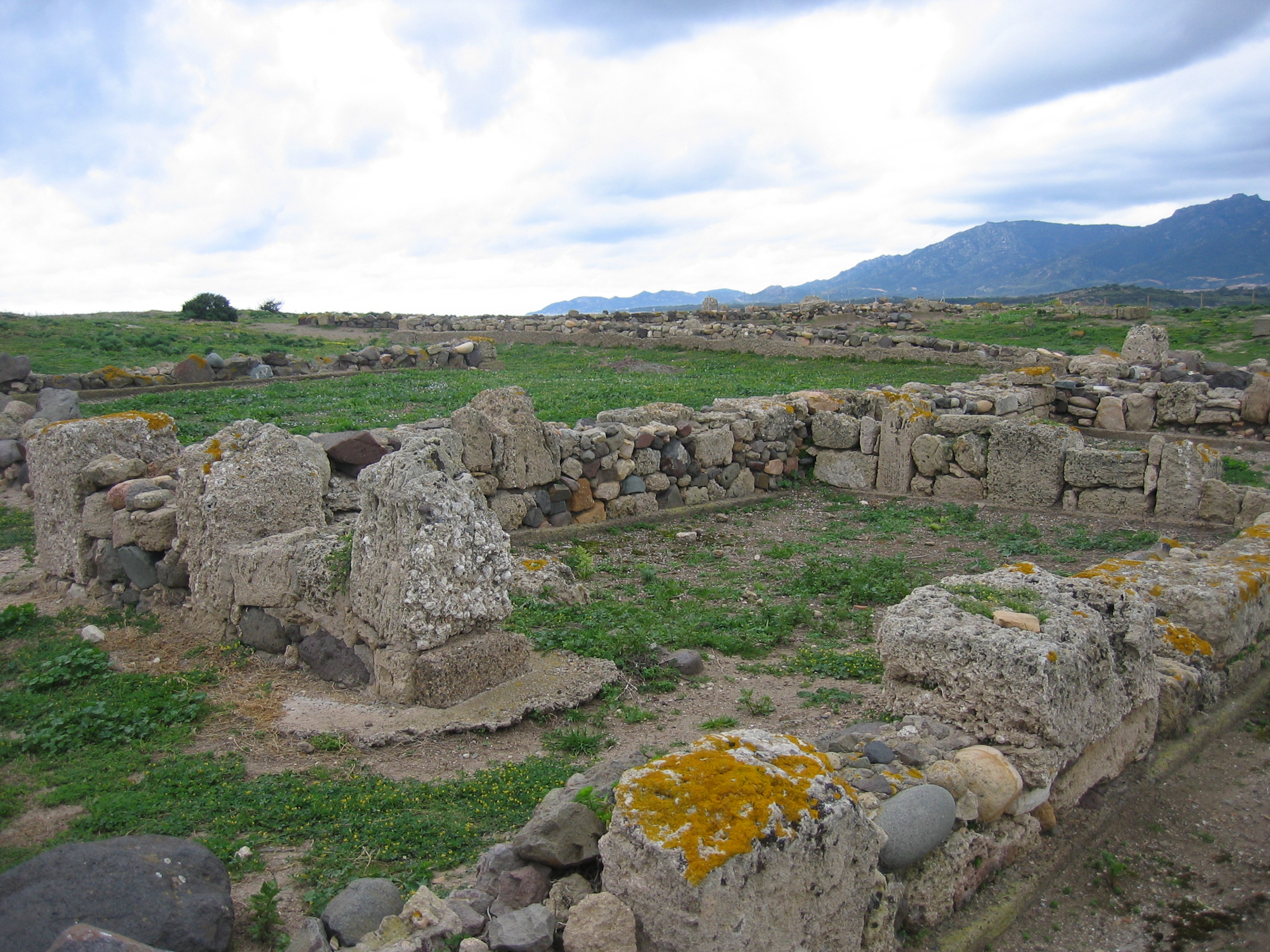
معبد أشمون-أسكلابيوس
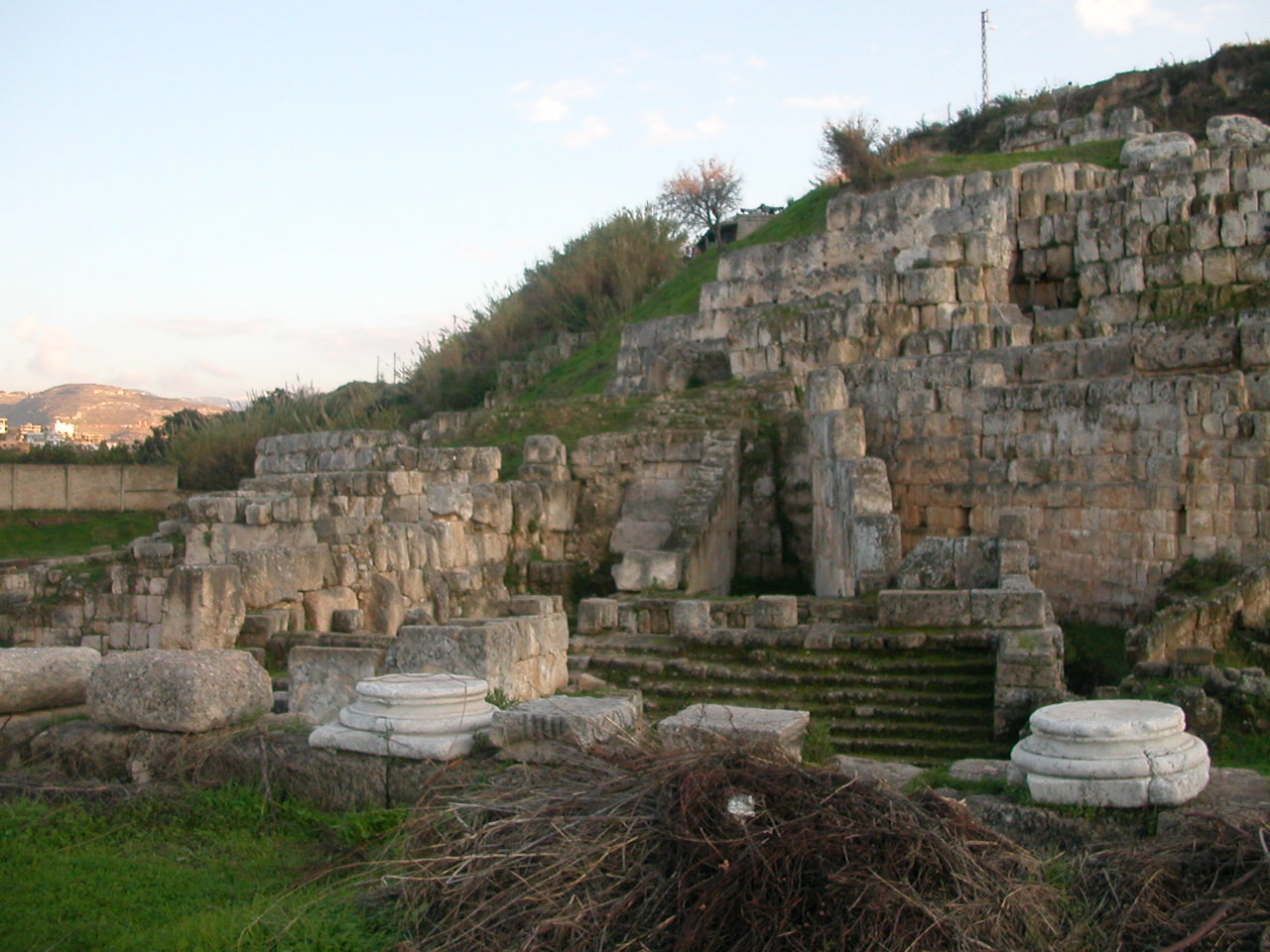
أطلال المعبد

## الهوامش
1. ↑  لم يستعمل الفينيقيون أحرف العلة إلى أن قام البونيقيون بزيادة نظام يتضمن أم قراءة (أحرف علة) وهي استخدام أحد الحروف الصامتة؛ لهذا السبب يمكن قراءة العبارة الفينيقية إ-د-ل-ل بتهجئات مختلفة كـ (ادلال - يدلول..الخ) فرانز ل. بنز (1982). الأسماء الشخصية في النقوش الفينيقية والبونيقية. معهد الكتاب المقدس البابوي. ص.199، (ردمك 978-8-876-53427-0)
2. ↑  في حياة داماسكيوس في إيسيدور و مخطوطة فوتيوس، مخطوطة المكتبة 242
3. ↑  كتب اسم أشمون باللغة الآكادية في المعاهدة على النحو "لا-سو-مو-نو".
4. ↑  هي مقاطعة تقع جنوب صيدا تمتد من جبل الكرمل حتى يافا.
5. ↑  والذي اكتشفته "إيمي بيريت" قنصل فرنسا في بيروت عام 1855 في مقبرة مغارة عدلون، وهو معروض اليوم في متحف اللوفر
6. ↑  في "جغرافية" سترابو
7. ↑  يصور السجل الأمامي من اليسار إلى اليمين: إيروس، آلهة مجهولة الهوية تقع خلف أرتميس، التي تتوج ليتو على العرش. يظهر أبولو وهو يلعب آلة موسيقية بجانب أثينا. يرافق زيوس -جالسًا على العرش بجوار هيرا- أمفيتريت وبوسيدون، ويظهر الأخير واقفًا في الزاوية اليمنى، وقدميه على صخرة. على الجانب الأيمن، تم تحديد ديميتر وبيرسيفون وهيليوس. على الجانب الآخر، يُفترض أن الشخصيات الثلاثة هي ديون وأفروديت وسيليني وهي تقود عربة كوادريغا. (من أساليب برونيل سيسموندو ريدجواي في القرن الرابع في النحت اليوناني)
8. ↑  أنطوان فانيل، "الشقفات الست" الفينيقية الموجودة في معبد أشمون، بالقرب من صيدا، في نشرة متحف بيروت، 20، (1967)، ص.53
9. ↑  يقول الإخلاص: "هذا (هو) التمثال الذي قدمه بلشليم بن الملك بعنا، ملك الصيدونيون، نجل الملك عبدون، ملك الصيدونيون، نجل الملك بلشليم، ملك الصيدونيون، إلى سيده أشمون في "إدلل" - الربيع. فليباركه "(مأخوذ من كتاب جيه سي إل جيبسون للنقوش السامية السورية)

## روابط خارجية
- موقع معبد أشمون